# Hamado Pafadnam
Hamado Pafadnam (1974) fue un ciclista amateur de Burkina Faso. 
En 2002 fichó por el equipo amateur del Cafés Baqué convirtiéndose así en el primer ciclista de raza negra que corría en un equipo ciclista español.
Debutó en el calendario ciclista vasco-navarro pero no consiguió acabar ninguna carrera en dicho calendario y solo logró destacar en carreras de su país aunque sin conseguir victorias (3º en el Tour de Faso de ese año). Sus malos resultados y un positivo por hormona de crecimiento en el mencionado Tour de Faso provocaron su retirada precipitada del ciclismo, formándose a partir de ahí como mecánico de bicicletas.

## Palmarés
1999 (como amateur)
- 3.º en el Campeonato de Burkina Faso en Ruta